# Szentpétervár történelmi központja és a kapcsolódó műemlékegyüttesek
A Szentpétervár történelmi központja és a kapcsolódó műemlékegyüttesek (angolul: Historic Centre of Saint Petersburg and Related Groups of Monuments) az UNESCO által használt elnevezés. Az oroszországi Szentpétervár és környéke kulturális- és műemlékeinek egy csoportját ezen az összefoglaló néven vették fel 1990-ben az UNESCO világörökség listájára.
A városközpont és a Szentpétervár környéki híres egykori cári rezidenciák barokk és klasszicista épületegyüttesein kívül a felsorolásban kevésbé ismert nemesi kúriák, hadtörténeti emlékek és civil mérnöki létesítmények is találhatók.

## Világörökségi helyszínek Szentpétervárott és környékén
1. Szentpétervár történelmi központja
2. Kronstadt város történelmi része
3. Kronstadt erődrendszere
  - Kotlin-sziget erődjei
    - Sanz-erőd
    - Katalin-erőd
    - Rif-erőd
    - Konsztantyin-erőd
    - Tolbuhin sziget jelzőtornya

  - A Finn-öböl erődjei
    - Obrucsev-erőd
    - Totleben-erőd
    - Északi erődök (1-7. sz.)
    - Pál-erőd
    - Kronslot-erőd
    - Sándor-erőd
    - Péter-erőd
    - Déli erődök (1-3. sz.)

  - Erődök a Finn-öböl partján
    - Liszij Nosz
    - Ino
    - Szürke Ló (Szeraja Losagy)
    - Vörös Domb (Krasznaja Gorka)

  - Civil műszaki létesítmények
4. Petrokreposzty város történelmi központja (Schlüsselburg]) Az Oresek-erőd 2007-ben

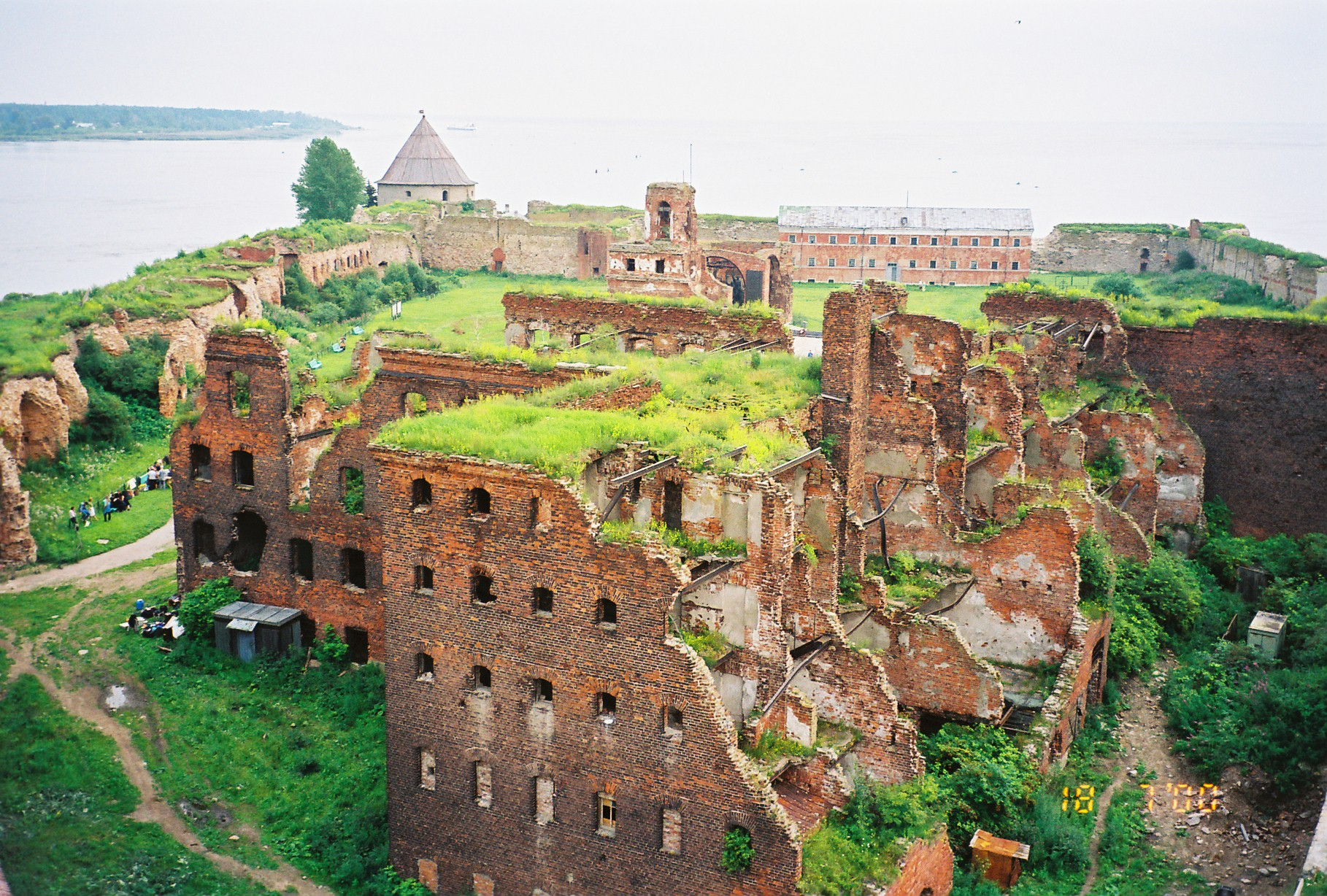
Az Oresek-erőd 2007-ben

5. Oresek-erőd az Orehov-szigeten, a Néva eredeténél
6. Puskin település park- és palotaegyüttese, történelmi központja (Carszkoje Szelo)

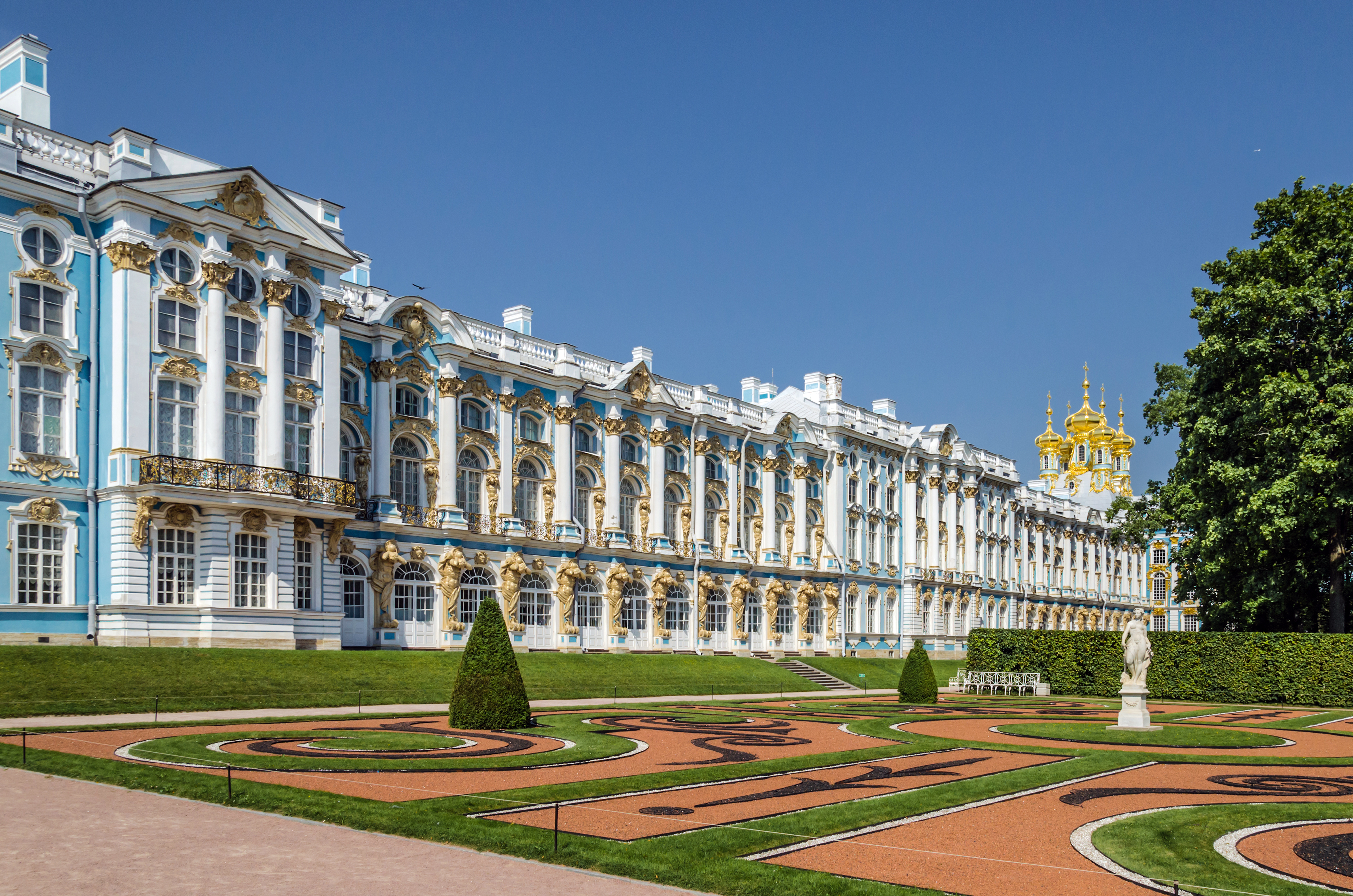
A Katalin-palota Carszkoje Szelo-ban

1. Pavlovszk város parkjai és palotái, történelmi központja
2. Pulkovói Obszervatórium
3. Ropsa falu park- és palotaegyüttese
4. Gosztyilici falu park- és palotaegyüttese
5. Tajci falu park- és palotaegyüttese
6. Gatcsina város park- és palotaegyüttese, történelmi központja
7. Troice-Szergijev (egy kis kolostor) épületegyüttese
8. Sztrelna város park- és palotaegyüttese, történelmi központja
9. "Mihajlovka" park- és palotaegyüttes A Vörösgárdisták hídja Szentpéterváron

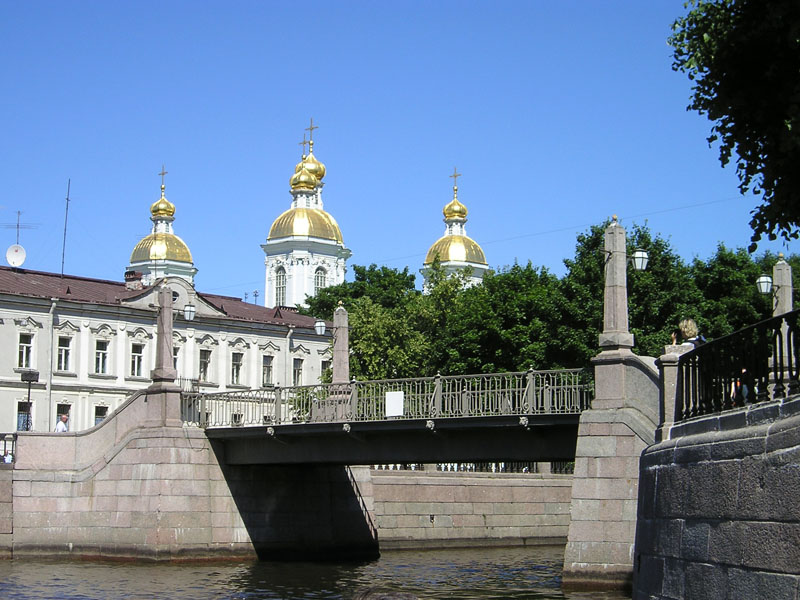
A Vörösgárdisták hídja Szentpéterváron

10. "Znamenka" park- és palotaegyüttes
11. Petrodvorec város park- és palotaegyüttese, történelmi központja
12. "Magán nyaraló" (Szobsztvennaja dacsa) park- és palotaegyüttes
13. "Szergijevka" park- és palotaegyüttes
14. Lomonoszov (Oranienbaum) park- és palotaegyüttese, történelmi központja
15. Pavlovo-Koltusi
16. Zinovjev-kúria
17. Suvalov-kúria
18. Vjazemszij-kúria
19. Szesztrorecki razliv (mesterséges tó, régi fegyvergyár)
20. Ilja Repin-kúria ("Penati")
21. Komarovo falu temetője
22. Lindulovkai erdő (Lindulovszkaja roscsa, természetvédelmi terület)
23. A Néva-folyó és partjai, rakpartjai
24. Izsori glint
25. Dudergofi magaslatok
26. Koltusi-hátság Híd részlete Szentpéterváron, a Mojka-folyón
27. Jukkovszki-hátság
28. Utak
  - Moszkvai országút
  - Kijevi országút

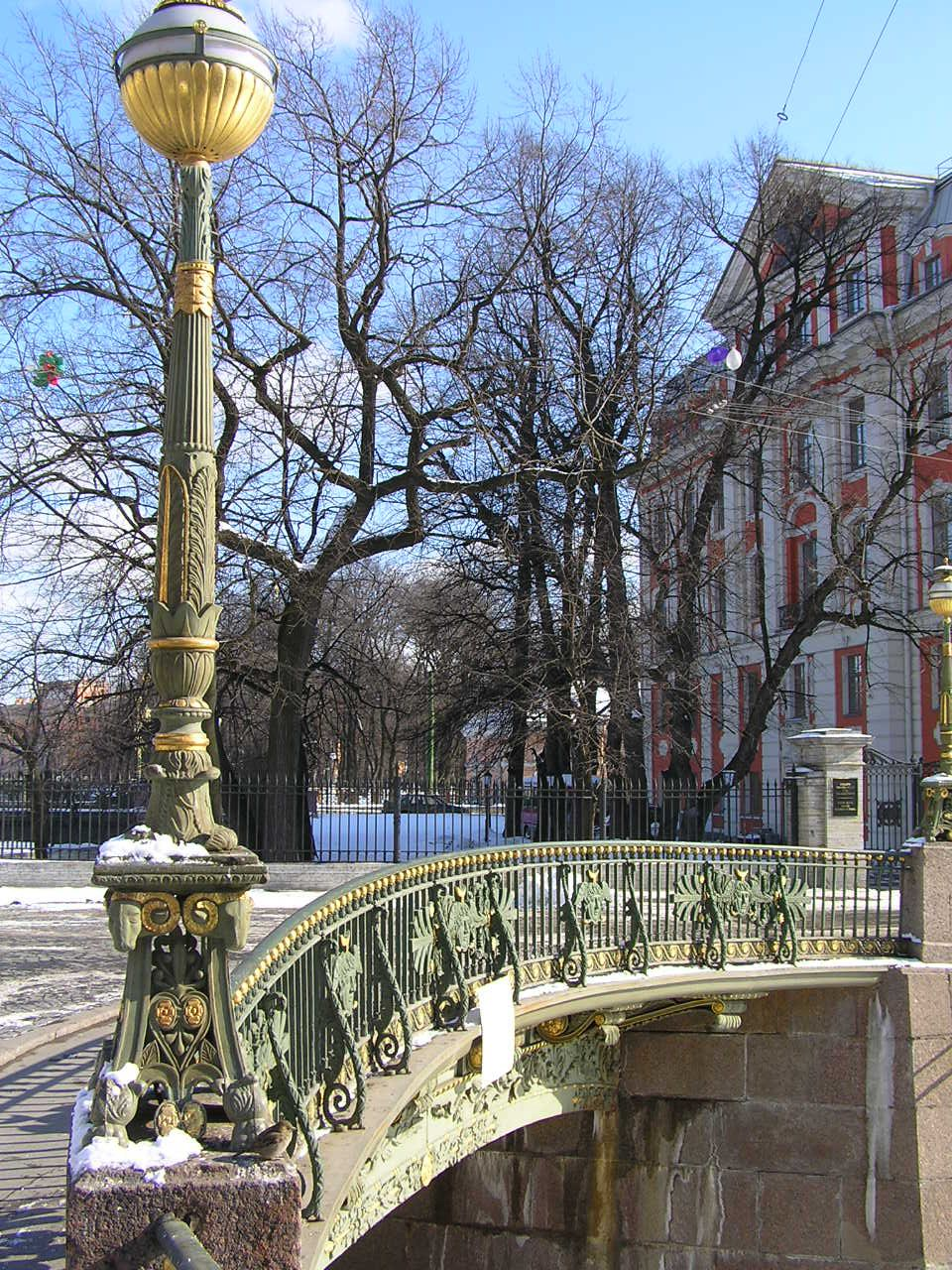
Híd részlete Szentpéterváron, a Mojka-folyón

  - A Szentpétervár–Pavlovszk vasútvonal
  - Puskin–Gatcsina országút
  - Volhonszki országút
  - Tallinni országút
  - Peterhofi országút
  - Ropsai országút
  - Gostyilici országút
  - Tengermelléki (Primorszki) országút
  - Viborgi országút
  - Koltusi országút
  - Ligovszkij-csatorna
29. Hajóutak
  - a Tengeri-csatorna
  - Petrovszki hajóút
  - Kronstadti hajóút
  - Zelenogorszki hajóút
30. Leningrád második világháborús blokádjának emlékhelyei